# Eddie Foy
Eddie Foy (ur. 9 marca 1856, zm. 16 lutego 1928) – amerykański aktor, komik i tancerz.

## Filmografia
- 1919: Yankee Doodle in Berlin

## Wyróżnienia
Posiada swoją gwiazdę na Hollywoodzkiej Alei Gwiazd.